# Психічне здоров'я Ісуса
Питання про те, чи був історичний Ісус при здоровому глузді чи ні, досліджували багато психологів, філософів, істориків і письменників. Першою людиною, після кількох інших спроб торкнутися цієї теми, яка глибоко й ґрунтовно поставила під сумнів психічне здоров'я Ісуса, був французький психолог Шарль Біне-Сангле, головний лікар Парижа та автор чотиритомної праці «La Folie de Jésus» (Божевілля Ісуса). Ця точка зору знаходить як прихильників, так і противників.

## Думки, що заперечують здоровий глузд Ісуса
Оцінка здорового глузду Ісуса вперше зустрічається в Євангелії. Євангеліє від Марка розповідає про думку членів його родини, які вірили, що Ісус був "не при собі". Деякі психіатри, релігієзнавці та письменники пояснюють, що сім'я, послідовники Ісуса (Івана 7:20, див. також Івана 11:41–53) і сучасники, серйозно вважали його божевільним, одержимим демонами.
"Коли Його рідні почули, то вийшли, щоби забрати Його, бо говорили, що Він не в Собі. А книжники, які поприходили з Єрусалима, казали, що Він має Вельзевула і що бісівським князем бісів виганяє."
- Марк 3:21-22
Звинувачення, що міститься в Євангелії від Іоанна, є більш буквальнним:
"Через ці слова знову виникла незгода між юдеями. Багато з них казали: Він має біса та є несамовитим! Навіщо слухаєте Його?"
- Іван 10:19-20
Джастін Меггітт, викладач Кембриджського університету, у своїй статті «The Madness of King Jesus: Why was Jesus Put to Death, but his Followers were not?» (2007) та книзі «The Madness of King Jesus» (2010) припускає, що Пілат та інші римляни вважали Ісуса божевільним. Згідно з Євангеліями, Ісус був представлений Пілату і засуджений до смерті як претендент на царство, але стандартною римською процедурою було переслідування і страта потенційних повстанців разом з їхніми лідерами. Тому припущення, що Ісус був страчений римською владою як якийсь претендент на царство, не пояснює в достатній мірі, чому він був страчений, а його учні — ні. Жан Мельє (1664—1729) мав подібні думки у 18 столітті. У розділах 33 і 34 свого Заповіту він наводить докази свого висновку про те, що Ісус "дійсно був божевільним, фанатиком".
Виклик розсудливості Ісуса продовжився в 19 столітті з першими пошуками історичного Ісуса. Давид Фрідріх Штраус (Das Leben Jesu, 1864) стверджував, що Ісус був фанатиком. Лемюель К. Вашберн висловив свою думку в памфлеті «Was Jesus insane?» (1889), що "Ісус був не божественним, а божевільним". Оскар Паніцца представив Ісуса як психопатологічний і параноїдний випадок. Оскар Гольцман у «War Jesus Ekstatiker?» (1903) представив Ісуса як "екстатичного". Георг Ломер (як Джордж де Лостен) намагався ретроспективно діагностувати Ісуса як психічно хворого, подібно до Жана Мельє. Єміль Расмусен (1905) визначив Ісуса як епілептика або параноїка. Використовуючи кілька прикладів, він розробив опис типового патологічного пророка і застосував його до Ісуса. Джуліус Бауман у 1908 році висунув гіпотезу, що аномалії, які він виявив у поведінці Ісуса, можна пояснити надмірною стимуляцією нерва. Однак ця тема почала широко й глибоко обговорюватись лише після публікації чотиритомної праці Шарля Біне-Сангле «La folie de Jésus» з 1908 по 1915 рр. Біне-Сангле діагностував Ісуса як хворого на релігійну параною:
"Коротше кажучи, характер галюцинацій Ісуса, як вони описані в православних Євангеліях, дозволяє зробити висновок, що засновник християнської релігії страждав релігійною параноєю."
Його думку поділяв нью-йоркський психіатр і невролог Вільям Гірш, який у 1912 році опублікував своє дослідження «Religion and Civilization: The Conclusions of a Psychiatrist», в якому перелічив низку психічно ненормальних вчинків Ісуса. Гірш погодився з Біне-Сангле в тому, що Ісус страждав на галюцинації, і вказав на його "манію величі, яка безперервно і незмірно зростала". Гірш дійшов висновку, що Ісус був просто "параноїком":
"Але Христос пропонує в усіх відношеннях абсолютно типову картину добре відомої психічної хвороби. Все, що ми знаємо про Нього, настільки точно відповідає клінічному аспекту параної, що важко уявити, як хтось, хто взагалі знайомий з психічними розладами, може мати найменші сумніви щодо правильності діагнозу."
Згідно з Гіршем, Ісус, як типовий параноїк, застосовував до себе пророцтва про прихід месії і мав глибоку ненависть до всіх, хто не погоджувався з ним у всьому. Радянський психіатр Ю. В. Мінц (1927) також діагностував у Ісуса параною. Література Радянського Союзу 1920-х років, дотримуючись традиції деміфологізації Ісуса у творах Штрауса, Ренана, Ніцше та Біне-Сангле, висунула дві основні теми: психічну хворобу та обман. Це знайшло відображення в романі Михайла Булгакова «Майстер і Маргарита», в якому Ісус зображений Понтієм Пілатом як невинний божевільний. Лише на рубежі 1920-1930-х років варіант заперечення існування Ісуса взяв гору в радянській пропаганді. Психічне здоров'я Ісуса також ставили під сумнів британські психіатри Вільям Саргант і Радж Персо і ряд психологів психоаналітичного спрямування.
Владислав Вітвіцький, філософ-раціоналіст і психолог, у коментарях до власного перекладу Євангелій від Матвія та Марка, «Dobra Nowina według Mateusza i Marka», яка фактично є психобіографією Ісуса, приписується, що Ісус мав суб'єктивізм, посилене відчуття власної влади та переваги над іншими, егоцентризм і схильність підкоряти інших людей. Він також мав труднощі у спілкуванні із зовнішнім світом, а також дисоціативний розлад ідентичності, що робило його шизотимічним або навіть шизофренічним типом (згідно з типологією Ернста Кречмера).
Американський богослов і психолог Дональд Кепс у своїй книзі «Jesus: A Psychological Biography» (1989, 2000) діагностував Ісуса як утопічно-меланхолійну особистість (він з нетерпінням чекав прийдешнього Царства Божого) із суїцидальними нахилами. Знавець Нового Завіту Ендрю Джейкоб Меттілл мл. у своїй статті в «The Book Your Church Doesn't Want You To Read» (1993) він звертає увагу на дедалі зростаючу манію величі "Ісуса Івана" (описаного в Євангелії від Івана 6:29, 35, 38)., 40, 47-58; 11:25-26), і закінчується:
"Чим більше довіри людина покладає на портрет Ісуса з Четвертого Євангелія, тим важче відстоювати розсудливість Ісуса."
Англійський психіатр Ентоні Сторр у своїй останній книзі «Feet of Caly; Saints, Sinners, and Madmen: A Study of Gurus» (1996) припустив, що існує психологічна подібність між божевільними "месіями", такими як Джим Джонс і Девід Кореш, і шанованими релігійними лідерами, включаючи Ісуса. Сторр відстежує типові моделі, які часто включають психотичні розлади, які формують розвиток гуру. Його дослідження є спробою подивитися на Ісуса як на одного з багатьох гуру. Сторр погоджується з більшістю дослідників історії Ісуса, які схиляються до гіпотези Ісуса як апокаліптичного пророка :
"Здається неминучим, що Ісус дійсно поділяв апокаліптичні погляди про те, що остаточна перемога Бога над злом наближається і що Боже Царство буде встановлено на землі в найближчому майбутньому."
Сторр визнає багато схожості Ісуса з іншими гуру. Це був, наприклад, період внутрішнього конфлікту під час його посту в пустелі. За словами Сторра, якщо Ісус дійсно вважав себе заступником Бога і вірив, що одного дня він спуститься з небес, щоб правити, він був дуже схожий на гуру, яких він раніше описав як проповідників ілюзій, одержимих манією величі. Він зазначає, що Ісус не був ідеальним у сімейному житті (Марка 3:31–35, Марка 13:12–13). Гуру часто залишаються байдужими до сімейних уз. Інші подібності, за словами Сторра, включають віру Ісуса в отримання особливого одкровення від Бога та схильність до елітарності, в тому сенсі, що Ісус вірив, що він був особливо відзначений Богом.
Американський нейроендокринолог Роберт Сапольський у своєму есе, включеному до книги «The Trouble with Testosterone: and Other Essays on the Biology of the Human Predicament» (1997, 1998), припускає виникнення шизотипу ("напівбожевільного", стор. 248).) поведінка та метамагічне мислення Ісуса та інших харизматичних релігійних лідерів:
"Звісно, з цим можна перестаратися, і наша історія похмуро заплямована невдалими релігійними рухами, натхненними месіанськими божевільними. (...) Однак, якщо метамагічні думки та поведінка будуть донесені до людей в потрібному обсязі, в потрібний час і в потрібному місці, то люди ще довго будуть просто отримувати вихідний у день твого народження."
Далі Сапольський зазначає, що «можливо встановити правдоподібні зв'язки між шизотиповою поведінкою, метамагічним мисленням і заснуванням певних релігійних вірувань як у незахідному, так і в західному суспільствах». (стор. 256) За його словами: "Поняття про психопатологію шамана так само легко працює для розуміння коренів головних західних релігій". (стор. 255)
У 1998—2000 рр. Лєшек Новак (1962 р.н.) з Познані, Польща написав дослідження, в якому, спираючись на власну історію релігійного омани щодо місії та надцінних ідей та інформації, викладених у Євангелії, зробив спробу при реконструкції психіки Ісуса, з точки зору Ісуса як апокаліптичного пророка, беручи до уваги гіпотезу непрямого самогубства. Він робить це в розділах, що містять послідовно аналіз рис характеру «спасителя людства», опис можливого перебігу подій періоду публічної діяльності Ісуса та натуралістичне пояснення його чудес.
У 2012 році команда психіатрів, поведінкових психологів, неврологів і нейропсихіатрів з Гарвардської медичної школи опублікувала дослідження, яке запропонувало розробку нової діагностичної категорії психічних розладів, пов'язаних з релігійним маренням і гіперрелігійністю. Вони порівнювали думки та поведінку найважливіших фігур Біблії, таких як Авраам, Мойсей, Ісус і Павло, з пацієнтами, які страждають на психічні розлади, пов'язані з психотичним спектром, використовуючи різні кластери розладів і діагностичні критерії (DSM -IV-TR), і дійшли висновку, що ці біблійні персонажі «можливо мали психотичні симптоми, які сприяли натхненню для їхніх одкровень», такі як шизофренія, шизоафективний розлад, біполярний розлад, маревний розлад, марення величі, слуховий — зорові галюцинації, параноя, синдром Гешвінда (особливо Пауля) та аномальні переживання, пов'язані зі скроневою епілепсією (ТЛЕ). На думку авторів, у випадку Ісуса це могла бути: параноїдна шизофренія, біполярні та шизоафективні розлади. Вони припустили, що Ісус, можливо, прагнув смерті через «самогубство через доручення» (непряме самогубство).

## Думки на захист Ісуса
Думки та публікації, які ставили під сумнів розсудливість Ісуса, особливо Георга Ломера, Шарля Біне-Сангле та Вільяма Гірша, викликали полеміку. Вперше їх заперечив Альберт Швейцер у своїй докторській дисертації «Die psychiatrische Beurteilung Jesu: Darstellung und Kritik» (1913) та американським теологом Волтер Е. Банді у своїй книзі 1922 року «The psychic health of Jesus». Банді підсумував свій захист розсудливості Ісуса:
"Патографія Ісуса можлива лише на основі недостатнього знайомства з ходом і висновками новозавітної критики і дилетантського застосування принципів науки психіатрії."
Раніше психічне здоров'я Ісуса захищав німецький католицький теолог, професор апологетики Вюрцбурзького університету Філіп Кнайб (Moderne Leben-Jesu-Forschung unter dem Einflusse der Psychiatrie) — проти аргументів Гольцмана, Ломера, Расмуссена та Баумана; німецький євангельський теолог і пастор Герман Вернер («Die psychische Gesundheit Jesu») — проти аргументів Гольцмана, Ломера та Расмуссена; а також (1910) німецьким психіатром, головним лікарем психіатричної лікарні Фрідріхсберга в Гамбурзі Генріх Шефер («Jesus in psychiatrischer Beleuchtung: eine Kontroverse») — проти аргументів Ломера і Расмуссена.
Психічне здоров'я Ісуса захищають християнські психіатри Олів'є Квентін Хайдер, Пабло Мартінес і Ендрю Сімс. Християнські апологети, такі як Джош Макдауелл і Лі Стробел, також беруть участь у захисті розсудливості Ісуса. Захистові психічного здоров'я Ісуса була присвячена редакційна стаття в журналі італійських єзуїтів «La Civiltà Cattolica», опублікована 5 листопада 1994 року, на запитання в заголовку "E se Gesù si fosse ingannato?" ("А що, якби Ісус обдурив себе?") редактори відповіли негативно, стверджуючи, що Ісус не був фанатиком чи манією величі, а психічно здоровою та дуже реалістичною людиною. Тому він не обманював себе, кажучи, що він Месія і Син Божий.
Американський біблеїст Джеймс Х. Чарльзворт у своєму есе «Jesus Research and the Appearance of Psychobiography» (2002) обговорює попередні спроби написати психобіографію Ісуса. У підсумку він припускає, що більш ранні (створені на початку 20-го століття) образи психічно хворого, параноїка з галюцинаціями Ісуса виникли в результаті порівняння його з параноїками в клініках їхніх творців і застосування фрейдистської психології до стародавніх джерел. На думку автора, наміри Ісуса слід розглядати в контексті його місця та епохи, використовуючи історичні дослідження.
Папа Бенедикт XVI написав у своїй книзі « Jesus of Nazareth: From the Baptism in the Jordan to the Transfiguration» (2007):
"Широка течія ліберальної науки інтерпретує Хрещення Ісуса як професійний досвід. Після того, як Ісус жив цілком нормальним життям у провінції Галілея, в момент Хрещення він, як кажуть, пережив переломний досвід. Саме тоді, кажуть, він усвідомив свій особливий зв'язок з Богом і свою релігійну місію. Ця місія, крім того, нібито виникла з мотиву очікування, який тоді панував в Ізраїлі, творчо переробленого Іваном, і з емоційного потрясіння, яке принесла в життя Ісуса подія його Хрещення. Але нічого з цього не можна знайти в текстах. Скільки б наукової ерудиції не було вкладено у представлення цього читання, його слід розглядати як «роман про Ісуса», а не як справжню інтерпретацію текстів. Тексти не дають нам вікна у внутрішнє життя Ісуса - Ісус стоїть над нашим психологізуванням. "
К. С. Льюїс розглядав психічне здоров'я Ісуса в тому, що відомо як трилема Льюїса (формулювання, цитоване тут, наведено Джоном Дунканом):
"Христос або обдурив людство свідомим шахрайством, або Сам був ошуканий і самообманутий, або Він був Божественний. З цієї трилеми немає виходу. Вона невблаганна."
Атеїст-агностик, дослідник Нового Заповіту Барт Ерман написав у власному блозі:
"І він цілком міг думати (я думаю, що він так і думав), що стане месією в майбутньому Царстві. Це могло бути досить екзальтованим поглядом на себе, але я не думаю, що це робить Ісуса божевільним. Це робить його надзвичайно впевненим апокаліптичним пророком. У той час були й інші люди з величними видіннями. Я не думаю, що це робить його психічно хворим. Це робить його апокаліптичним євреєм першого століття."

## Подальше читання
- Cossette, Jean-Philippe (2006). Jesus Was Schizophrenic (англ.). Amazon Digital Services LLC - KDP Print US. ISBN 979-8508630508.
- Schweitzer, Albert (1958). The Psychiatric Study of Jesus: Exposition and Criticism (англ.). Boston: Beacon Press. OCLC 977923917. OL 14099395M. (повний текст)